# Alcides Saldanha
Alcides José Saldanha GOMM (Caçapava do Sul, 24 de julho de 1937 – Porto Alegre, 27 de fevereiro de 2015) foi um advogado e político brasileiro filiado ao Partido do Movimento Democrático Brasileiro (PMDB). Foi ministro interino dos Transportes e secretário-executivo do mesmo durante o governo Fernando Henrique Cardoso. Pelo Rio Grande do Sul foi senador, deputado federal e secretário de Energia, além de prefeito e vereador de Caçapava do Sul.

## Biografia
Filho de Alcides Saldanha e Eva Alves Saldanha. Bacharel em direito pela Universidade Federal do Rio Grande do Sul foi eleito vereador em Caçapava do Sul em 1964 pelo Partido Libertador. Após a extinção dos partidos políticos decretada em 1965 pelo governo militar ingressou no MDB e foi eleito prefeito do município em 1972. Enecerrado seu período como alcaide caçapavano foi eleito primeiro suplente de senador em 1978 e depois nomeado assessor (1979-1982) e a seguir diretor-geral (1982) da Assembléia Legislativa do Rio Grande do Sul. Ligado ao senador Pedro Simon foi convocado a exercer o mandato na Câmara Alta do Parlamento durante a passagem do titular pelo Ministério da Agricultura (1985-1986) no primeiro ano do governo de José Sarney. 
Eleito suplente de deputado federal pelo PMDB em 1986, foi nomeado Secretário de Energia, Minas e Comunicação pelo governador Pedro Simon, cargo do qual se afastou para exercer o mandato parlamentar em duas ocasiões: uma quando Antônio Brito disputava a eleição em Porto Alegre em 1988 e outra quando Luís Roberto Ponte chefiou a Casa Civil (1989-1990) de José Sarney. No primeiro governo Fernando Henrique Cardoso foi secretário-geral do Ministério dos Transportes, tendo ocupado o cargo de ministro após a demissão de Odacir Klein, permanecendo no cargo de 16 de agosto de 1996 a 21 de maio de 1997.
Em março de 1997, como ministro interino dos Transportes, Alcides foi admitido pelo presidente Fernando Henrique Cardoso à Ordem do Mérito Militar no grau de Grande-Oficial especial.